# Asparago violetto
L'asparago violetto è una varietà di Asparagus officinalis dal caratteristico colore violaceo, prodotto tipico di Albenga in provincia di Savona.

## Origini
Nasce dalla generazioni di ingauni che nei secoli selezionarono le piante secondo un metodo specifico ancora oggi utilizzato. È una pianta erbacea perenne di cui si hanno tracce dall'antica Mesopotamia. Il nome gli venne affidato dai greci con il termine asparagos mutando il termine usato dai persiani cperegh, che significa punta o dentello. Viene diffuso in Europa sotto i romani, diminuendo la produzione nel medioevo per essere riscoperto e diffuso nel rinascimento. Nel XV secolo appare in molti libri di cucina, tra cui quelli dell'Anonimo Toscano. La vera riscoperta e diffusione avvenne sotto il regno del Re Sole che ne aveva una predilezione. Nel XIX secolo se ne ha la diffusione e la produzione ai livelli attuali.

## Descrizione
Viene coltivato in asparagiaie di durata ultradecennale, le piante sono all'incirca 6 per mq; queste piante producono i turioni che vengono poi scelti e raccolti con le stesse caratteristiche: colore viola intenso e calibro grosso. Le piante vengono selezionate di genere opposto, queste si incrociano ad opera di insetti impollinatori, spesso la fecondazione avviene con polline esterno all'asparagiaia, che ai fini produttivi è sicuramente meglio perché evita la consanguineità. La prassi vuole che l'agricoltore conservi la semenza delle proprie piante riuscendo ad ottenere e conservare l'asparago violetto di Albenga. Nei tempi passati esistevano diverse selezioni di asparago violetto presenti nella Piana di Albenga, molte però sono andate perdute per la riduzione della produzione di questo tipo di asparago da parte degli asparagicoltori. La variazione è nata nel XVII secolo, con il passare dei secoli le selezioni ottenute dagli asparagicoltori hanno prodotto la varietà oggi venduta e commercializzata eliminandolo i caratteri genetici indesiderati.
Anche se l'asparago violetto è tipico della piana di Albenga, questa produzione non ha ancora ricevuto la registrazione dell'indicazione di Indicazione geografica protetta. Attualmente la produzione è attorno alle 160 tonnellate. Era arrivata all'onore delle cronache negli anni novanta per essere servito al tavolo della Regina Elisabetta d'Inghilterra.

## Produzione
La raccolta dell'asparago violetto inizia a marzo ed arriva a fino a fine giugno. Mentre se la produzione avviene in terreni riscaldati, questa può partire già a dicembre ed arrivare fino ad aprile.
Negli anni trenta del XX secolo la superficie dedicata alla coltivazione era di 300 ettari di terreno nella sola Liguria, scesa a 143 negli anni settanta; nel 2000 si contavano meno di 10 ettari coltivati con gli asparagi violetti.
Nel 1975 l'asparago violetto d'Albenga rappresentava l'11,5 % della produzione dell'Italia, che era di 427.000 quintali. Solo 13 anni dopo la produzione era del 1,1 % con una produzione di 207.000 quintali.
Il calare della produzione è dovuto al fatto che i contadini hanno deciso di impiegare lo spazio alla produzione di colture più redditizie e con cicli stagionali più brevi.

## In cucina
La preparazione comune degli asparagi è quella di pulirli dai residui di terra lavandoli. Si possono pelare dal basso verso l'alto se sono sottili, mentre se sono di spessori maggiori si puliscono dalla testa in giù; si eliminano le eventuali estremità tignose. Si possono mangiare freschi, metterli in acqua salata, oppure farli lessare al vapore. Si possono accompagnare con salmone o con il tonno, burro o formaggio grattugiato. Si possono grigliare o fare al cartoccio. Sono ottimi per sughi di verdure o per i risotti.
È una pietanza che permette di essere mangiata con le mani, visto che la forma allungata lo agevola. Si possono conservare ottimamente avvolgendoli in un panno umido e mettendoli in un luogo a bassa temperatura come il frigo.